# Полєнов Василь Дмитрович
Васи́ль Дми́трович Полє́нов (20 травня (1 червня) 1844, Петербург — 18 липня, 1927, садиба Борок, Тульська губернія) — російський художник. Працював окремо, деякий час виставляв свої твори разом із передвижниками. Займався сценографією, декоративно-ужитковим мистецтвом. Викладач Московського училища живопису, скульптури та архітектури.

## Біографія

### Родина
Бабця художника з боку матері (Віра Миколаївна Воєйкова) була дочкою відомого російського архітектора Львова Миколи Олександровича, самобутнього представника російської гілки класицизму кінця 18 ст. Це вона виховувалась в родині російського поета Г. Державіна по передчасній смерті своїх батьків. Державін не мав власних дітей, а дружини Львова та Державіна були рідними сестрами.
Віра Миколаївна мешкала в садибі чоловіка Ольшанка в Тамбовській губернії. В садибу Ольшанка влітку і приїздив майбутній художник разом з братом та сестрами. Художницею — аматором була і мати Полєнова, художницею стане і одна з сестер — Олена. Батько, Дмитро Васильович, був маловідомим істориком та археологом, походив з стародавньої дворянської родини. Полєнови мешкали в Петербурзі, а влітку переїздили до Царського Села, де стародавні парки та палаци справили сильне враження на Василя. У Царському Селі мешкав і викладач Петербурзької академії мистецтв Павло Чистяков. Саме під його керівництвом Василь Дмитрович фахово опановував малюнок.

### Навчання
Батьки наполягали на отриманні сином базової освіти в Петербурзькому університеті. Здібний юнак навчався в університеті та водночас в Петербурзькій академії мистецтв. Закінчив обидва вищих заклади у 1872 р.
В академії виконав конкурсну програму (написав картину на біблійну тему «Христос воскрешає з мертвих дочку Іаіра») та отримав Велику золоту медаль, яка дала право на пенсіонерську подорож за кордон. Саме на цю ж тему виконав свою конкурсну програму ще один вихованець академії — Ілля Рєпін. Тоді знавці мистецтва визнали композицію Іллі Рєпіна — вдалішою.

### Пенсіонерство Полєнова

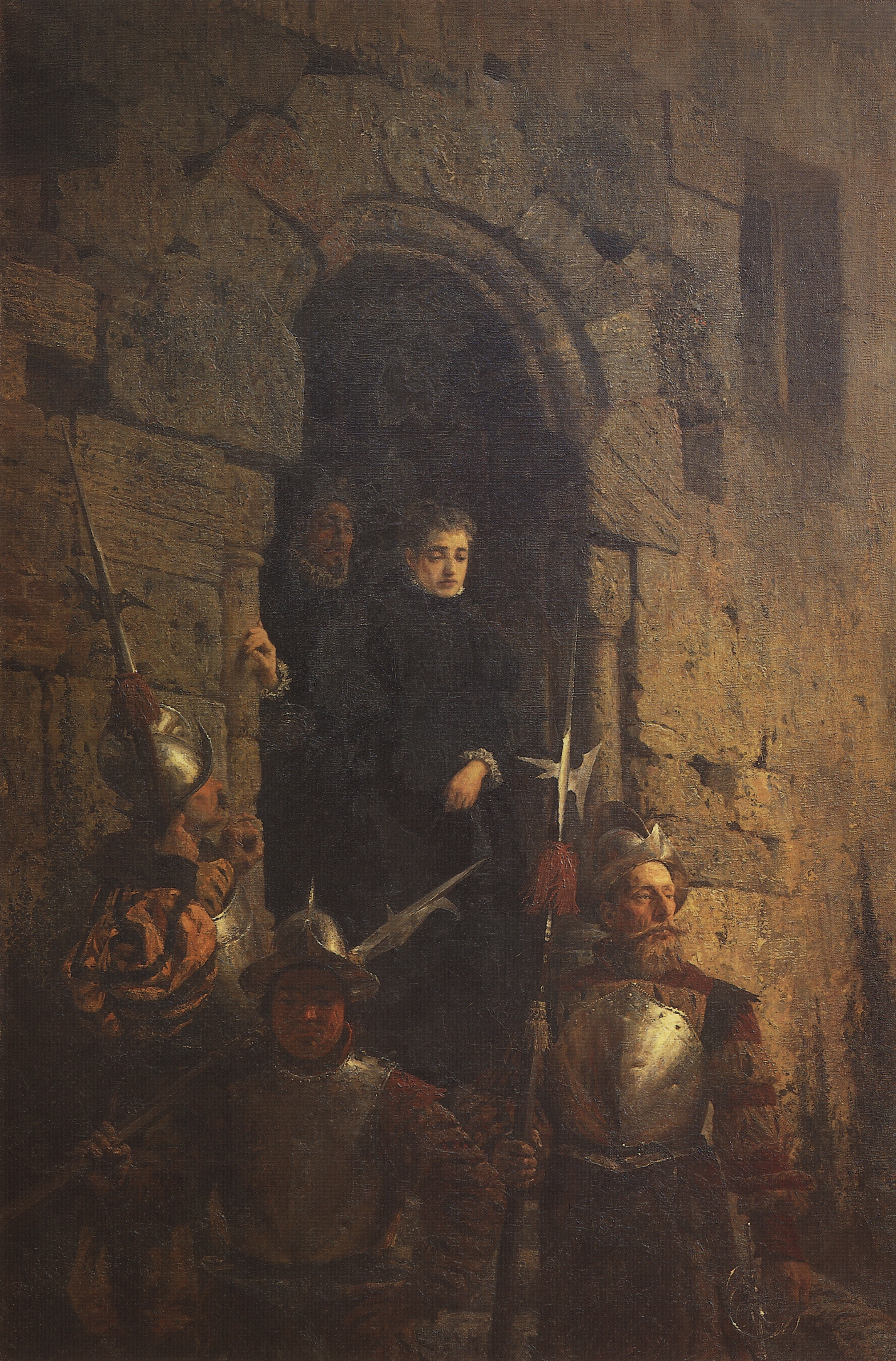
Арешт гугенотки, 1875 р.

Мало обмежений в грошах Полєнов відбув за кордон. Серед міст його перебування — Відень, Мюнхен, Венеція, Флоренція, Неаполь. Але Полєнов переїздить до Парижа, міста-володаря думок російського дворянства, де житиме декілька років. Перебування у Франції відбилося у вивченні її історії та спробах створити декілька картин на сюжети середньовіччя Франції. Картини важко визнати вдалими через анекдотичні, сентиментальні чи удавано драматичні сюжети («Арешт гугенотки», «Право сеньйора на першу ніч з цнотливими дівчатами»). Картину «Арешт графині д'Етремон» — консервативна Академія мистецтв Петербурга визнала достойною і дворянин Полєнов отримав звання академіка.

### Повернення в Російську імперію

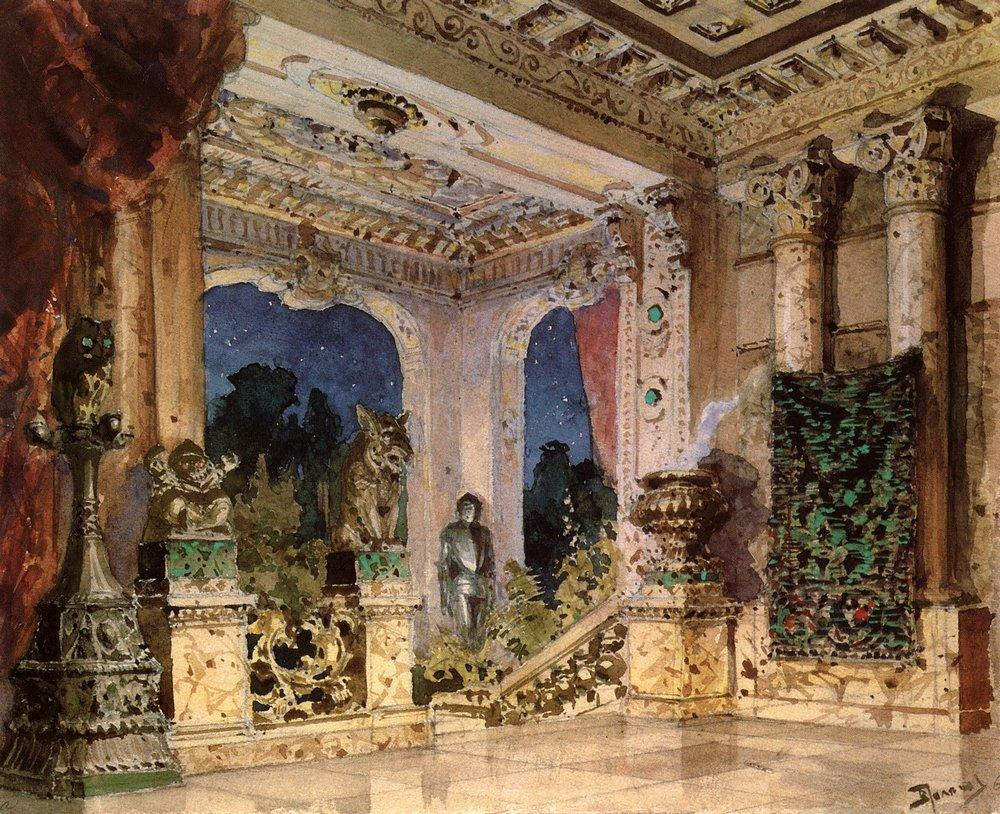
Худ. В. Полєнов. «Зала зачарованого замку», театральна декорація.

У 1870-ті рр. працював театральним художником.
З 1879 року — член пересувних виставок (російською — Товарищества передвижных виставок).
У 1882—1895 рр. — викладач Московського училища живопису, скульптури та архітектури. Серед учнів Полєнова —
- Ісаак Левітан
- Костянтин Коровін
- Остроухов Ілля Семенович, колекціонер та художник-пейзажист
- Єгіше Тадевосян, художник-вірмен
- Абрам Архипов.

Значний вплив твори Полєнова мали на художню свідомість Головіна, бо палітра Полєнова сяяла, за визнанням молодого тоді учня, який вже в роки навчання мав хист колориста і ставив собі значні вимоги в опануванні живопису, його колористичних, змістовних та декоративних якостей. Він стане знаменитим театральним художником, слава якого затьмарить театральні твори Полєнова. Але офіційно за класом Полєнова він не рахувався.

### Біблійний цикл
Полєнов перебрався жити в Москву, звідки зробив декілька подорожей до Палестини, Сирії, арабського Єгипту, був в Стамбулі. Залишки християнських святинь в мусульманському оточенні навернули художника до біблійних тем, які складуть особливий палестинський цикл.

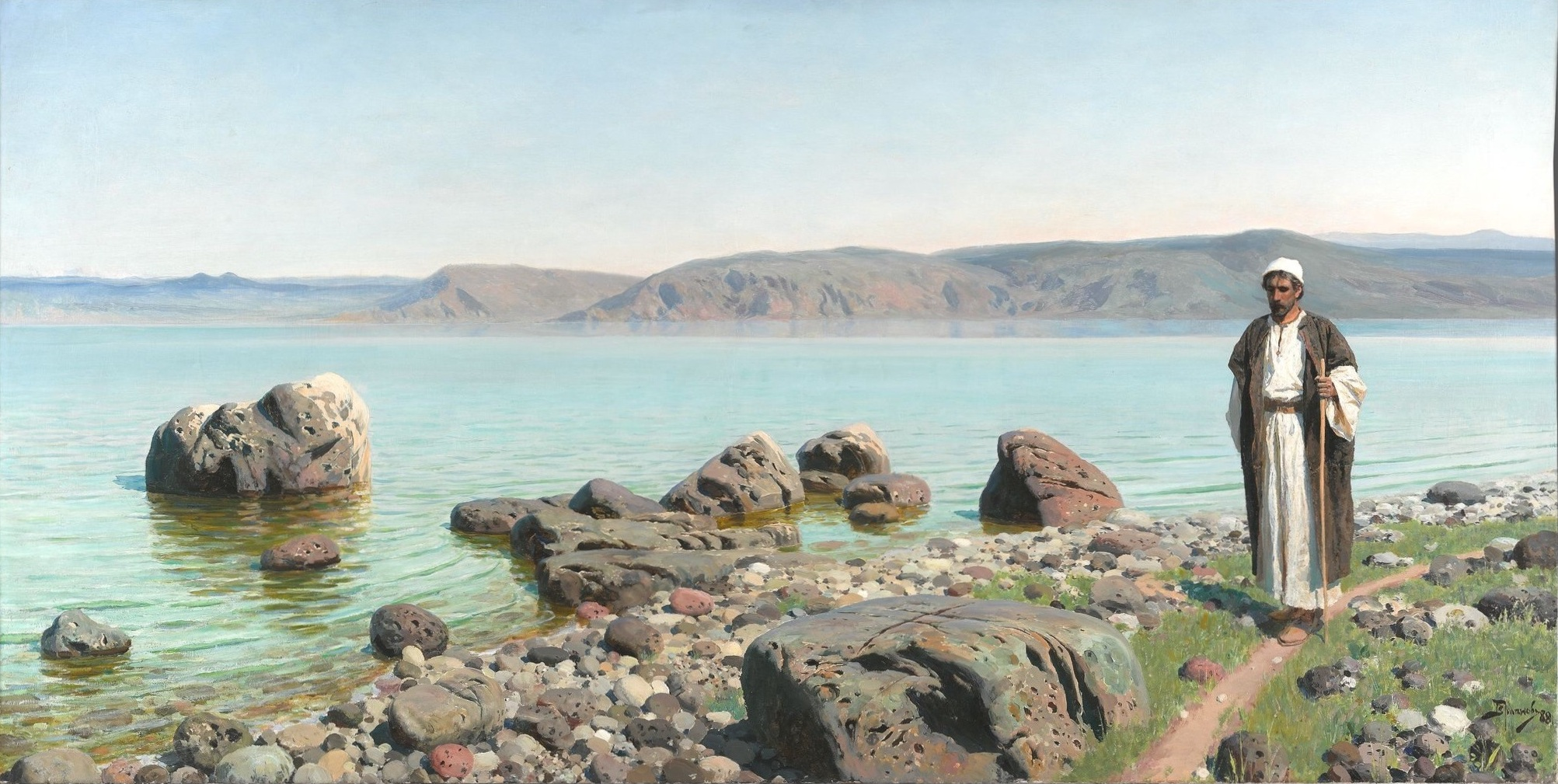
Тіверіадське озеро
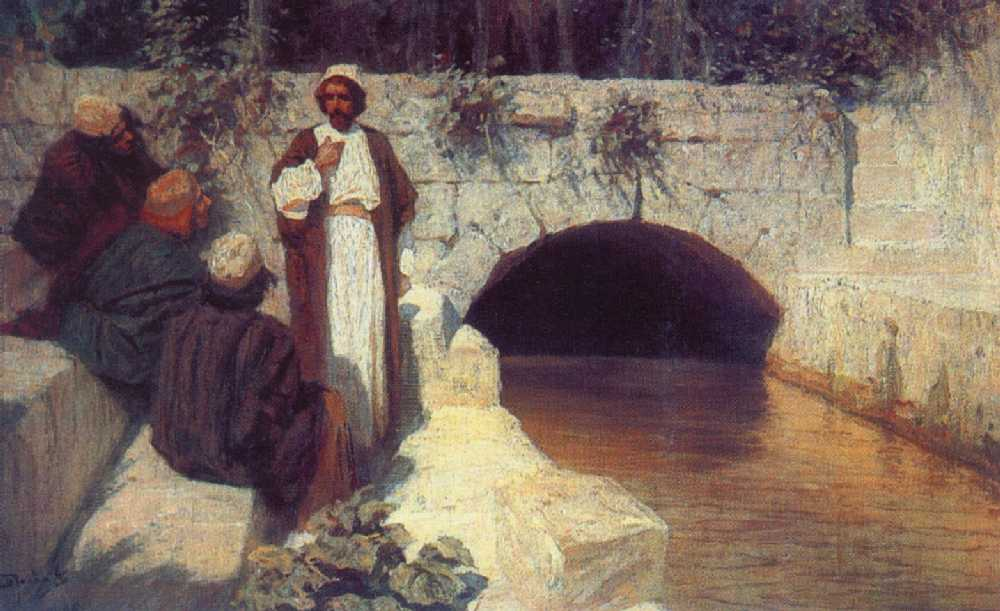
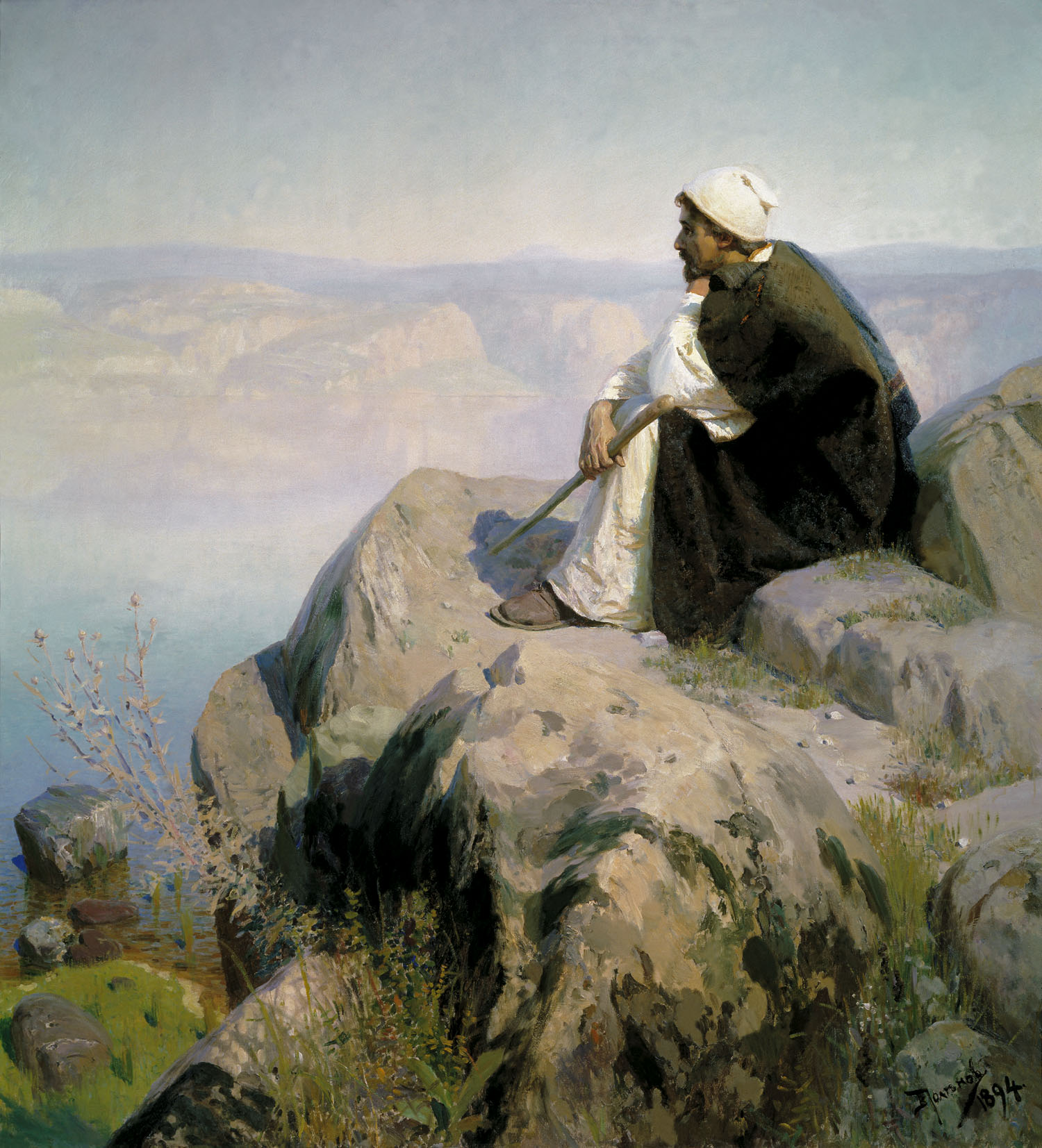
Мрії. Палестина.

### Пейзажний живопис
В 19 столітті пейзажний живопис отримав значний поштовх для свого розвитку і пережив черговий розквіт. Пейзажний живопис посів значне місце в творчості різних художників, займав почесні місця на виставках, став надзвичайно модним. Французькі художники Барбізонської школи майже цілком присвятили свою творчість пейзажному жанру.
Звернувся до створення пейзажів і Полєнов, який так і не знайшов наскрізної теми для своєї творчості. Звернення до пейзажів стало рятівним для колористичних здібностей художника. Особливо сильно воно виявилось в його ескізах, які мали самостійну мистецьку вартість.
Ще однією темою творів Полєнова стали старі дворянські садиби, а картини цієї тематики мали успіх («Бабусин сад»).
Візитівкою художника стала картина «Московський дворик», яку він відправив на виставку художників-передвижників до Петербурга. Картина мала величезний успіх і незабаром її для своєї галереї придбав Третьяков.

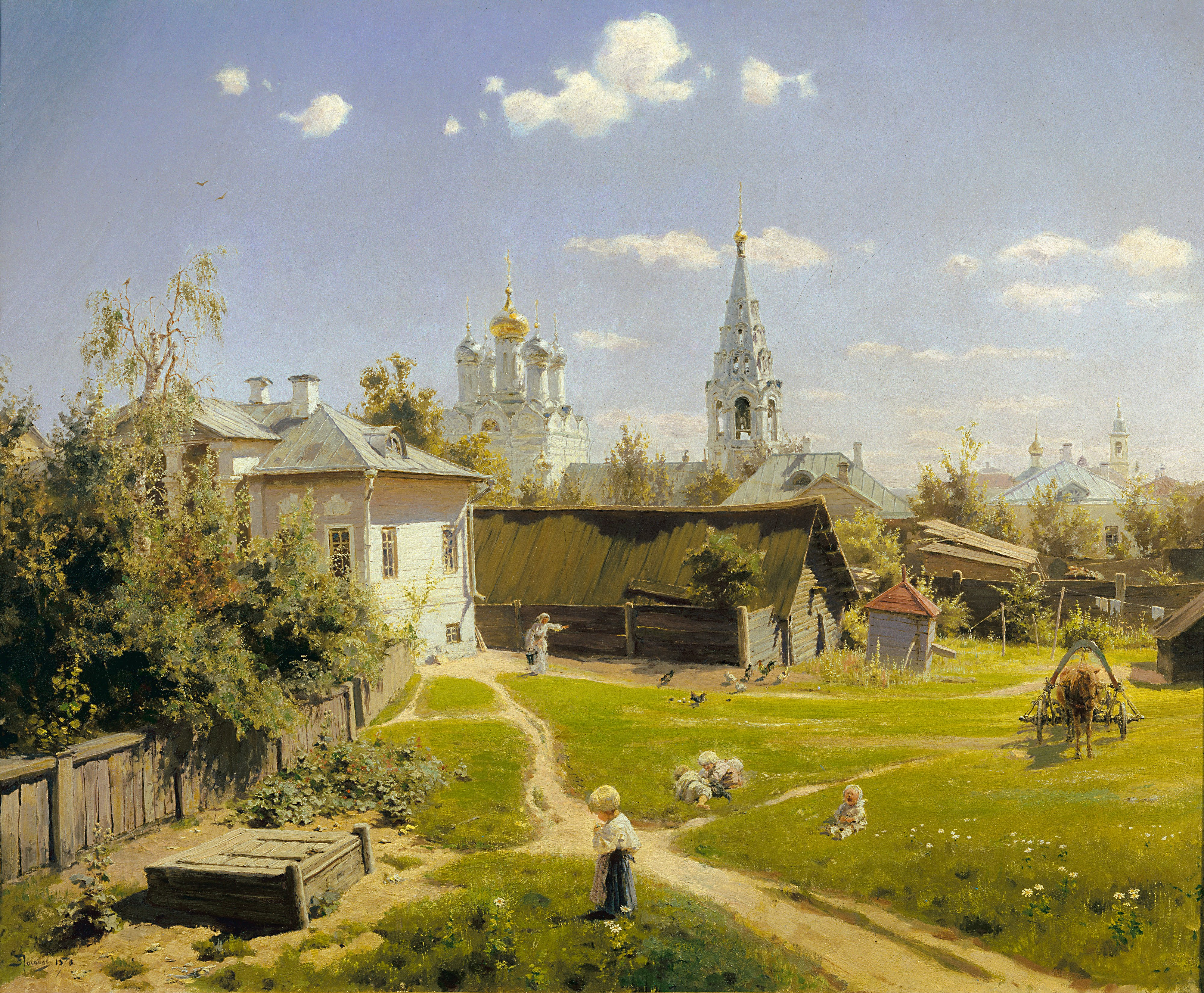
Московський дворик
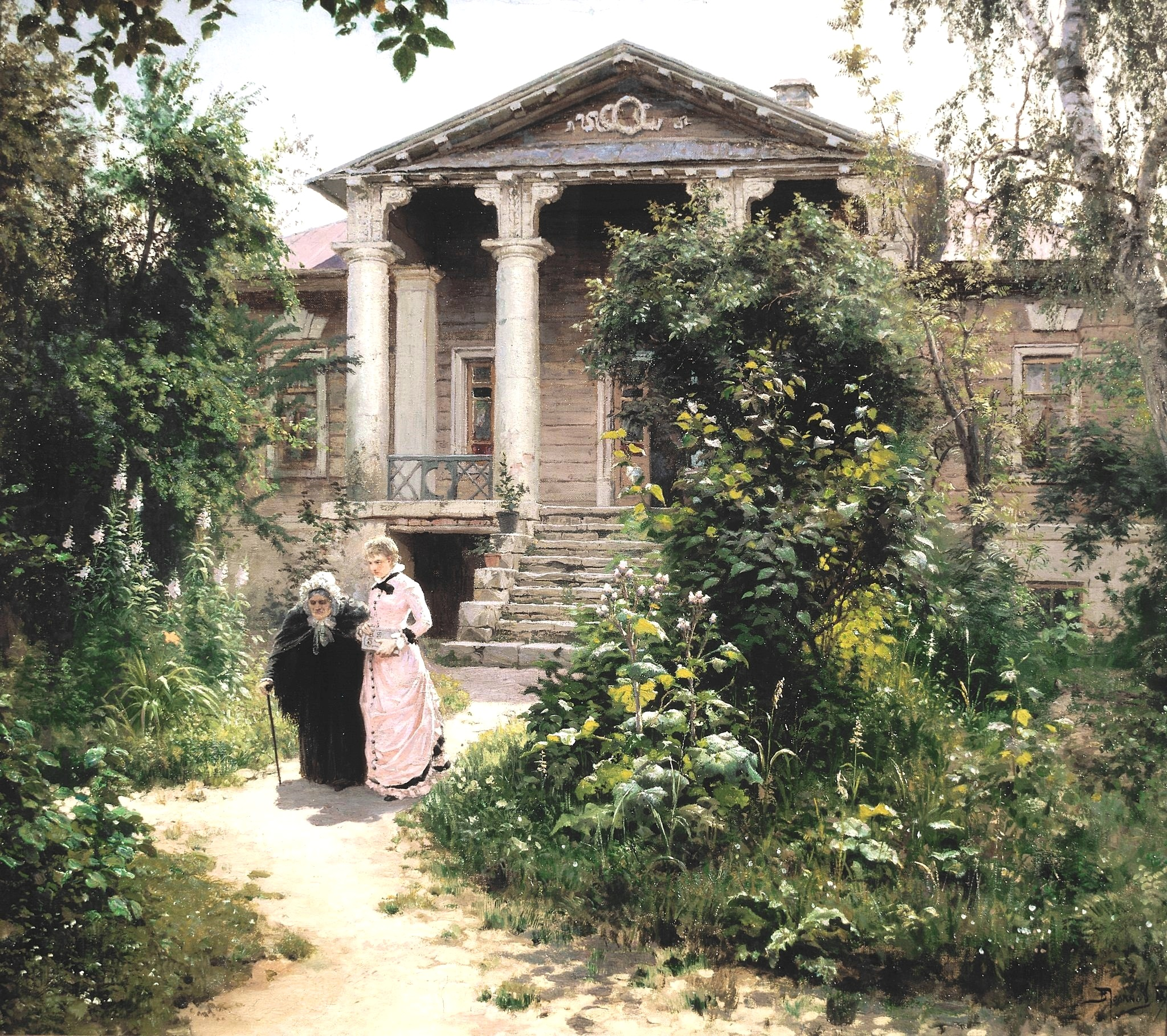
Бабусин сад
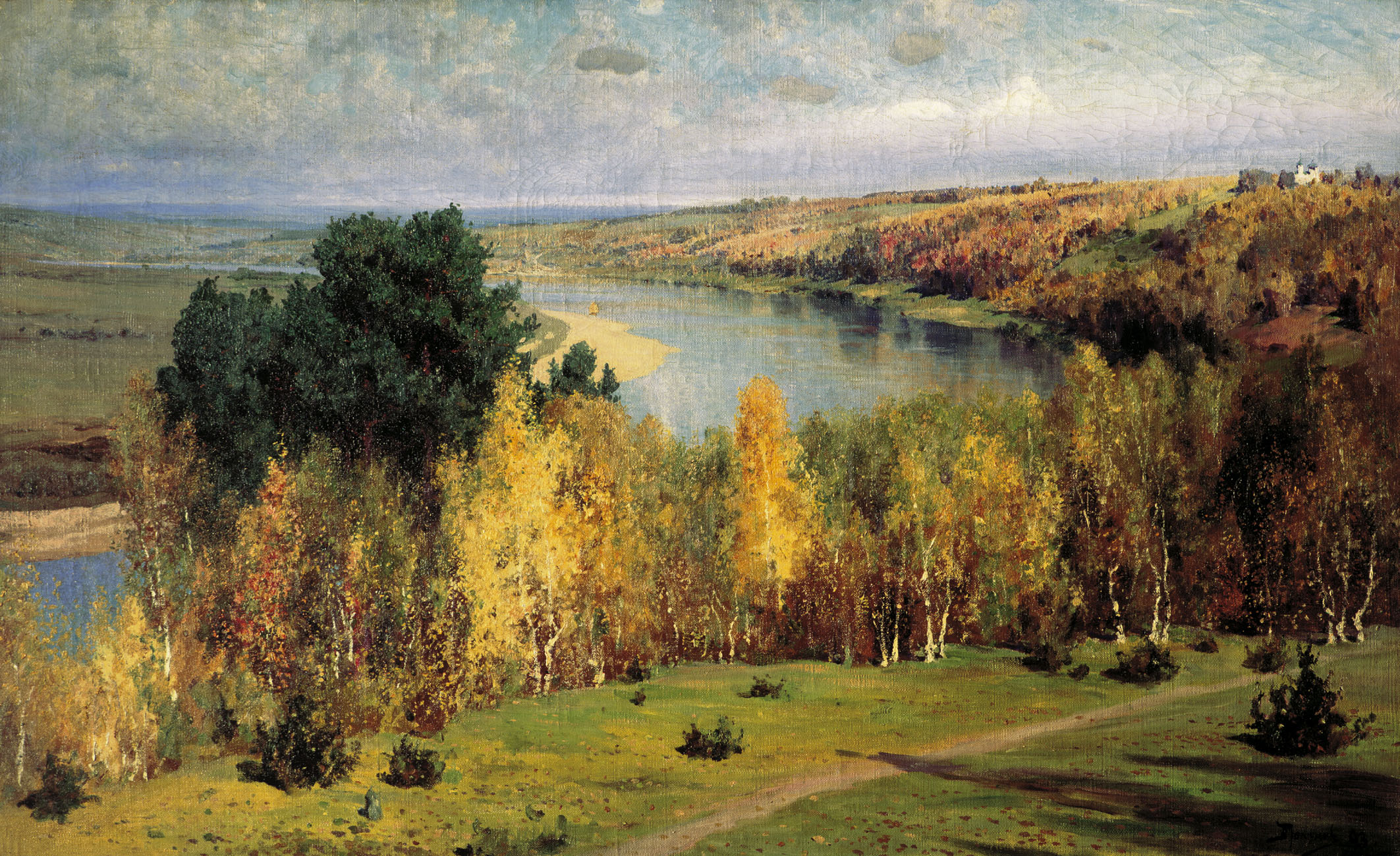
Золота осінь
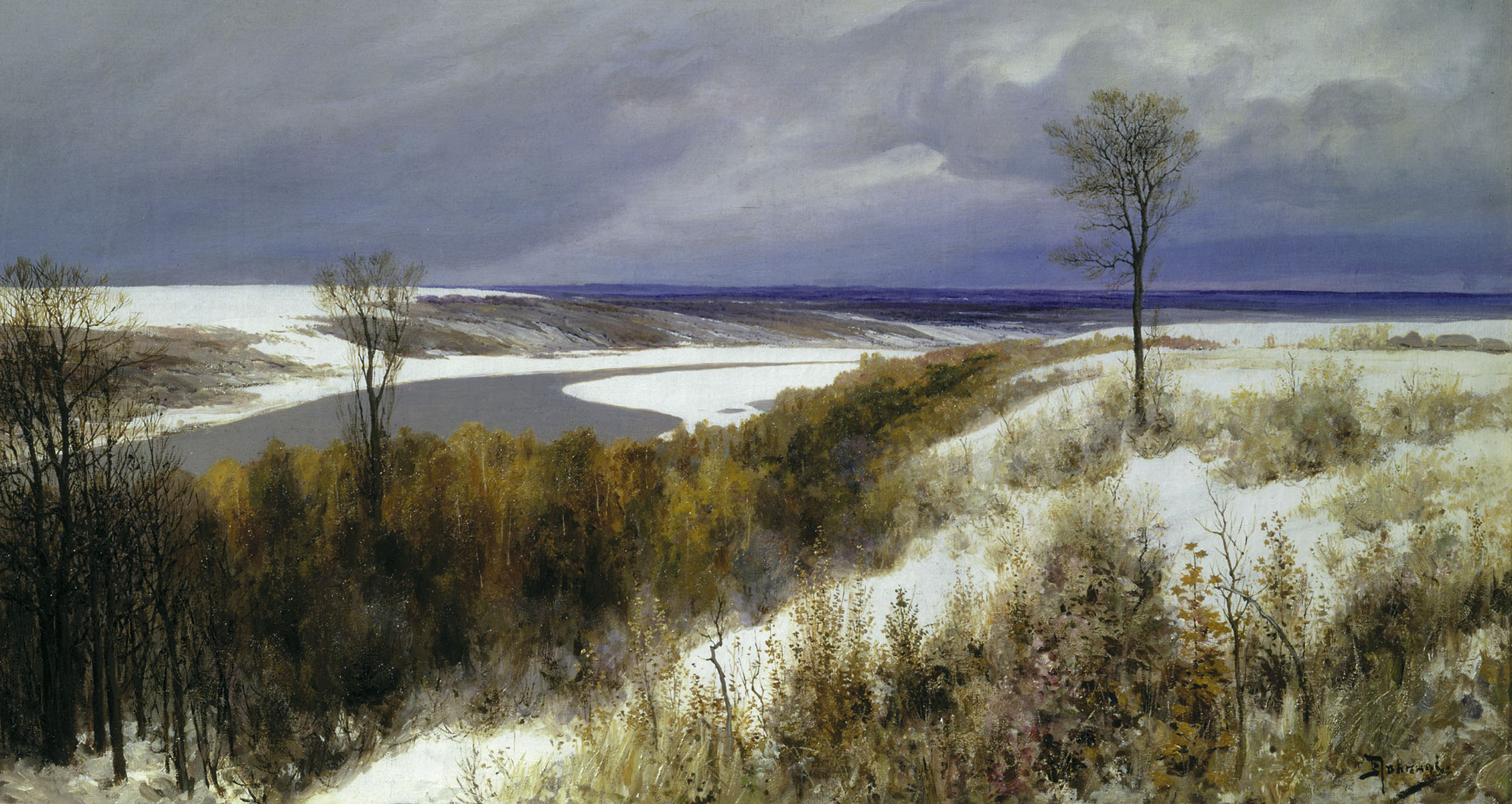
Ранній сніг, 1891, Національний музей «Київська картинна галерея»
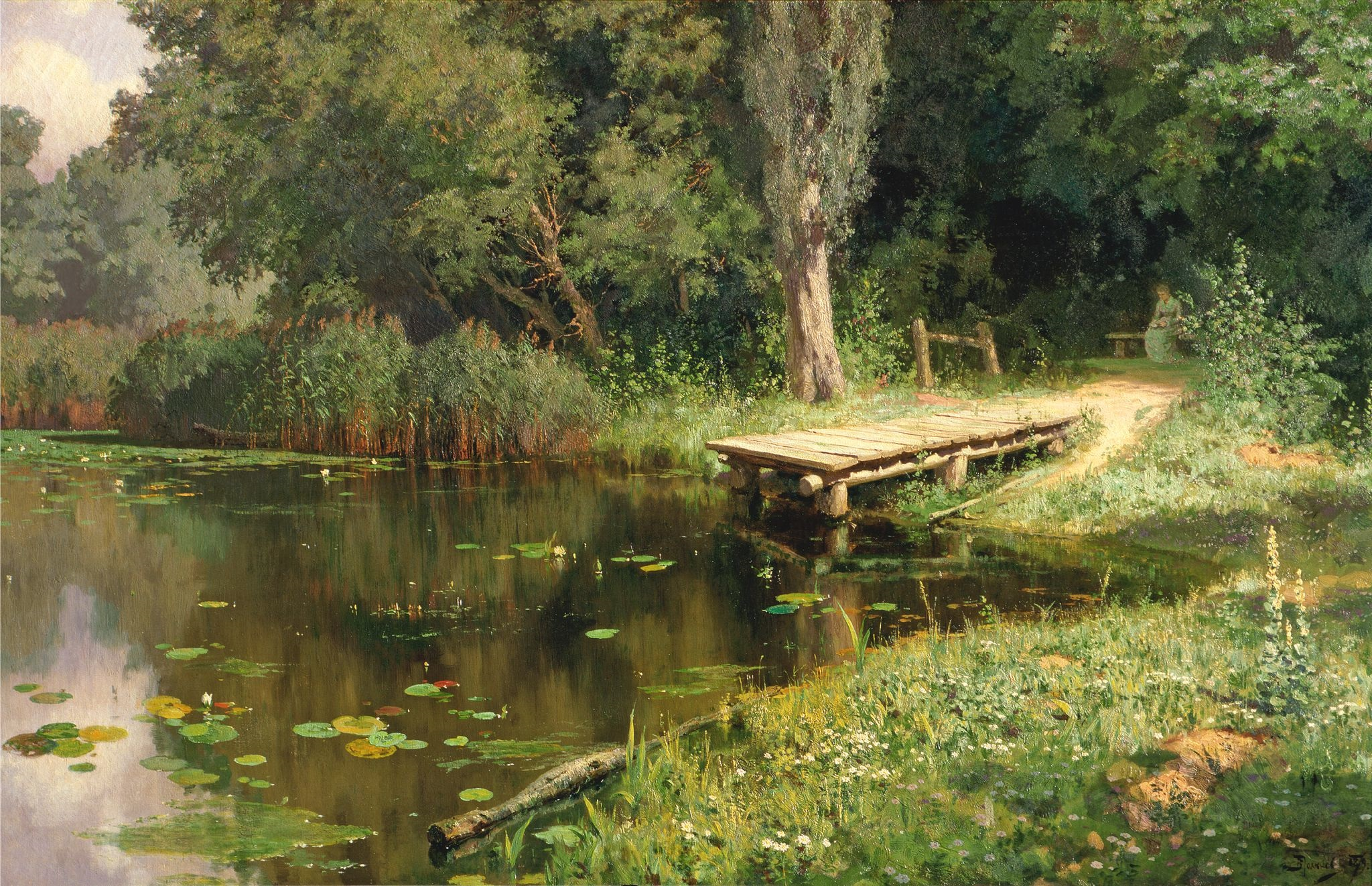
Зарослий став
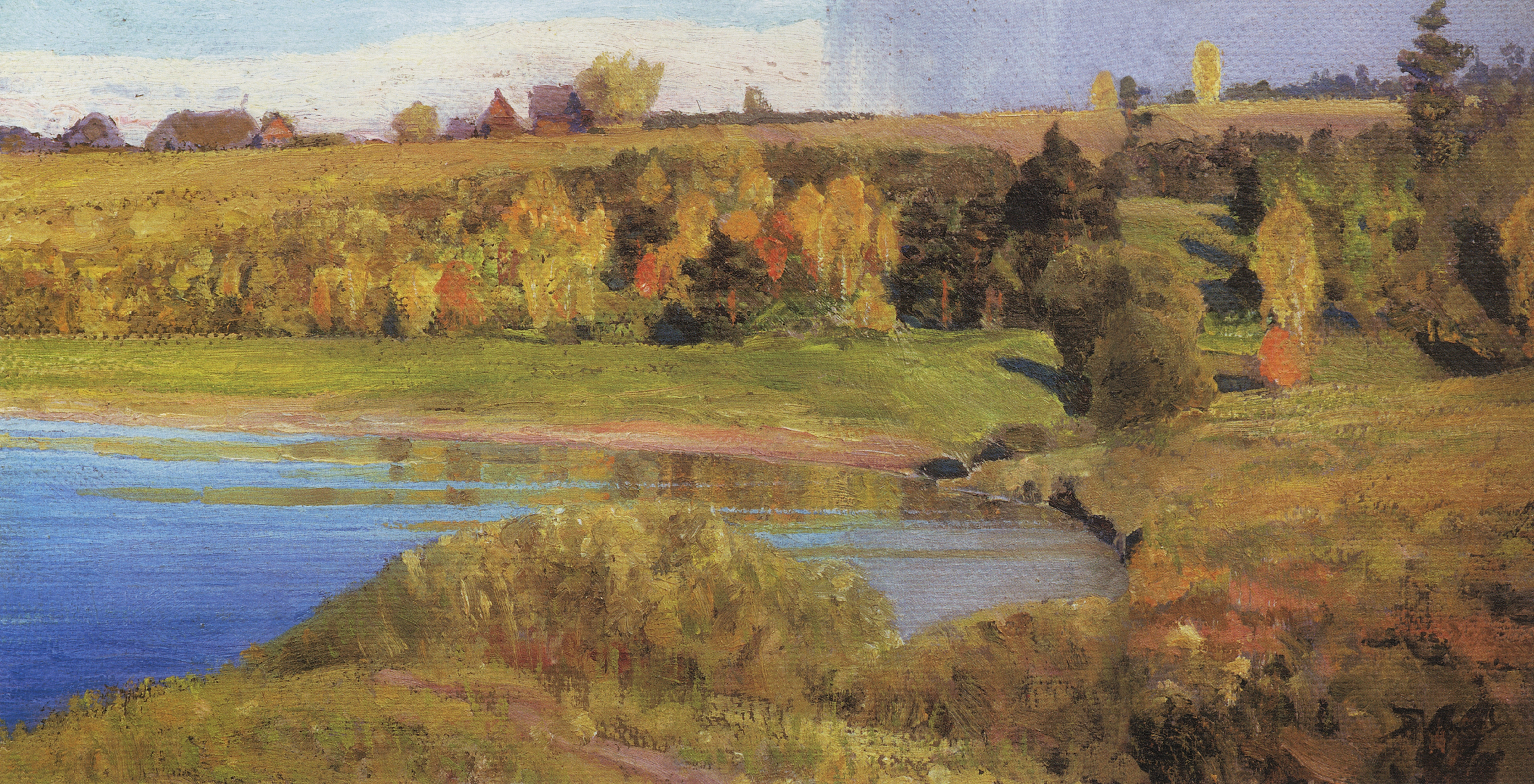
Річка Ока біля Таруси

### Замальовки в Афінах та Палестині

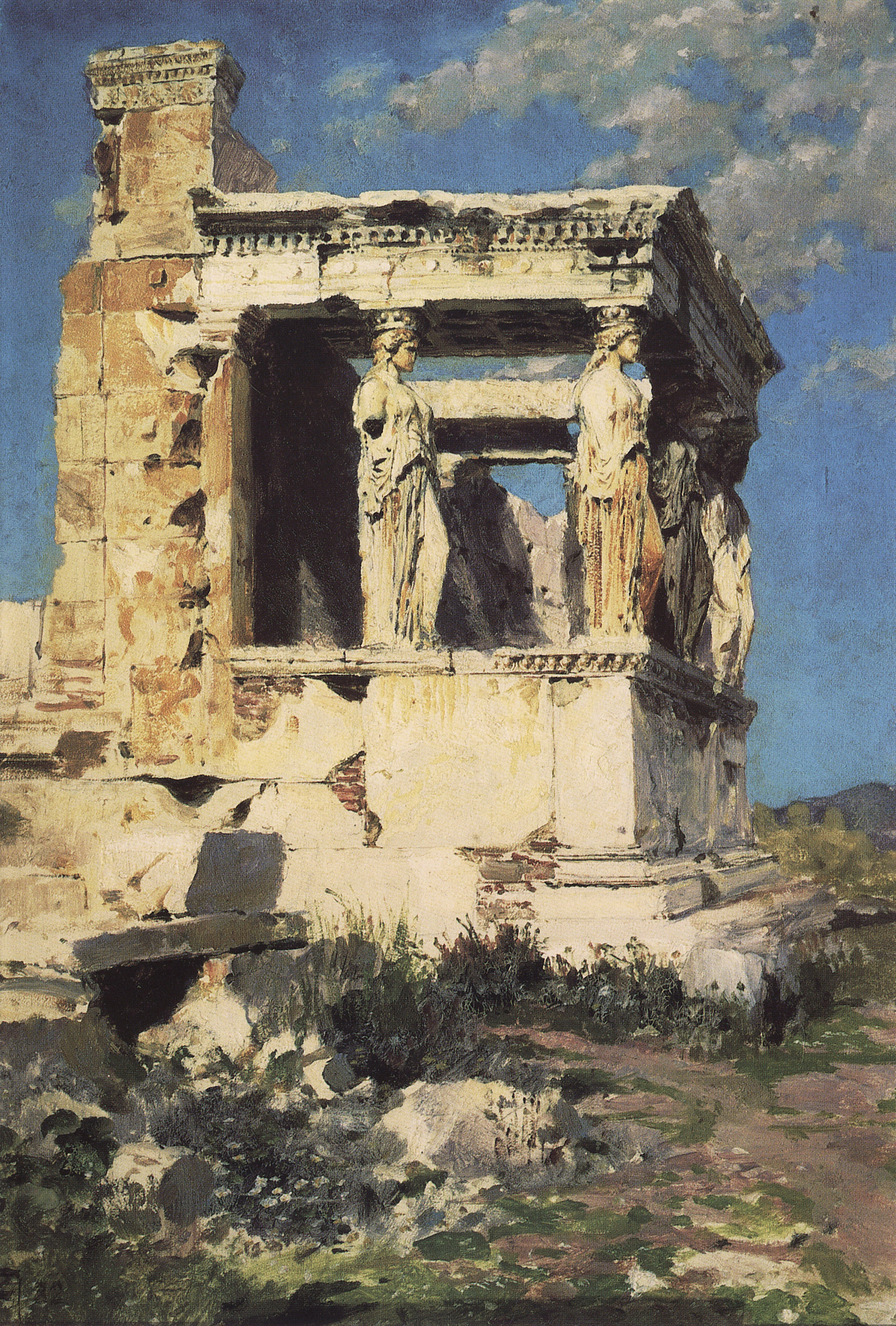
Портик Ерехтейона
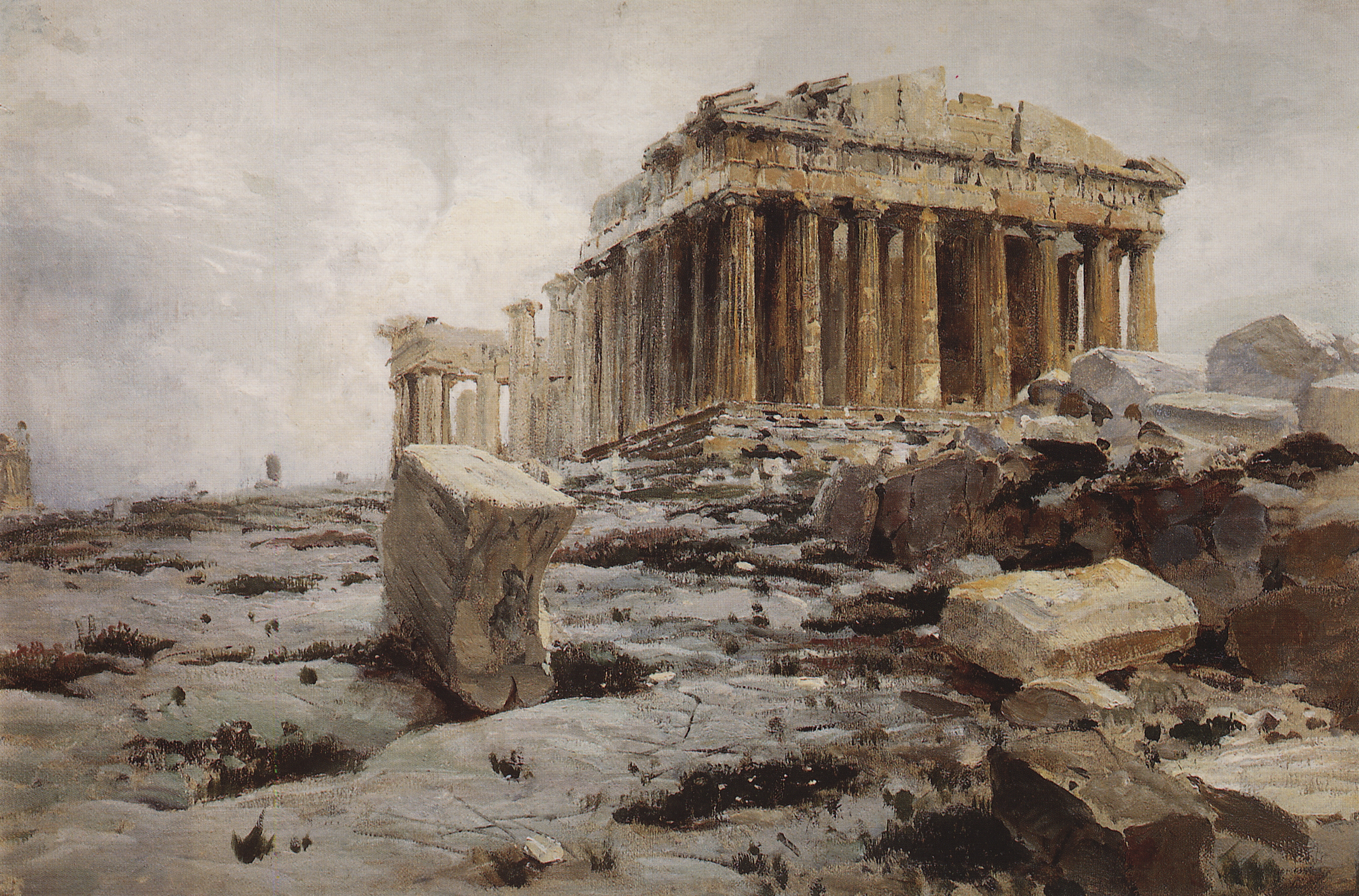
Парфенон, руїни
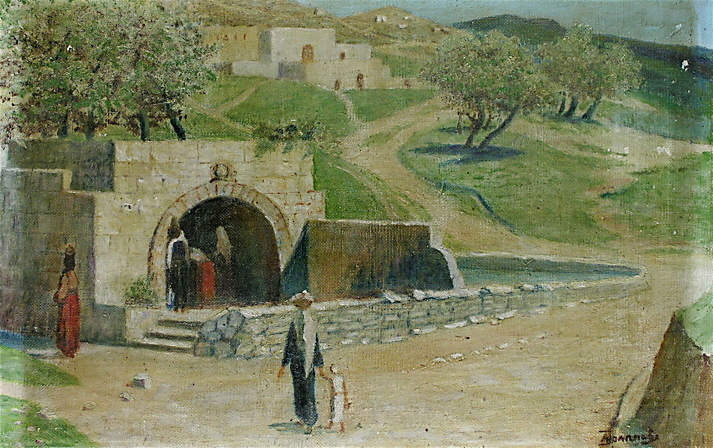
В Назареті
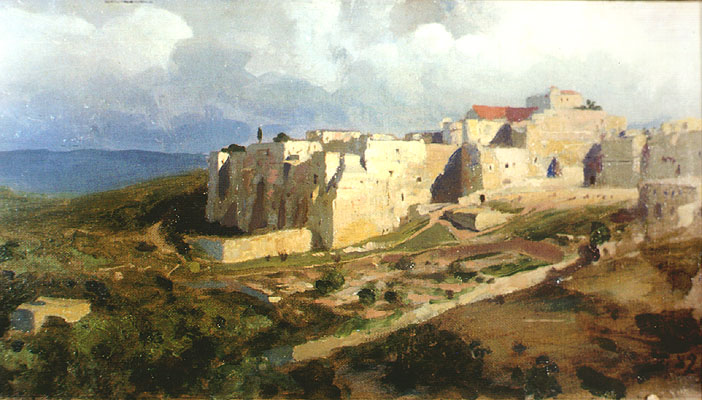
Віфлеєм

### Власна садиба
Навесні 1890 придбав маєток та 80 десятин землі неподалік від Бьохова.
У 1892 за проектом художника зведений великий дім садиби. У великому домі облаштували музей, основою якого стали колекції Полєнова.
У 1904 також за проектом митця збудована майстерня, яку художник у листі до Івана Цвєтаєва назвав Абатством. Вона була улюбленим місцем роботи і відпочинку Василя Полєнова.
У 1931 садибу перейменували в Полєново.

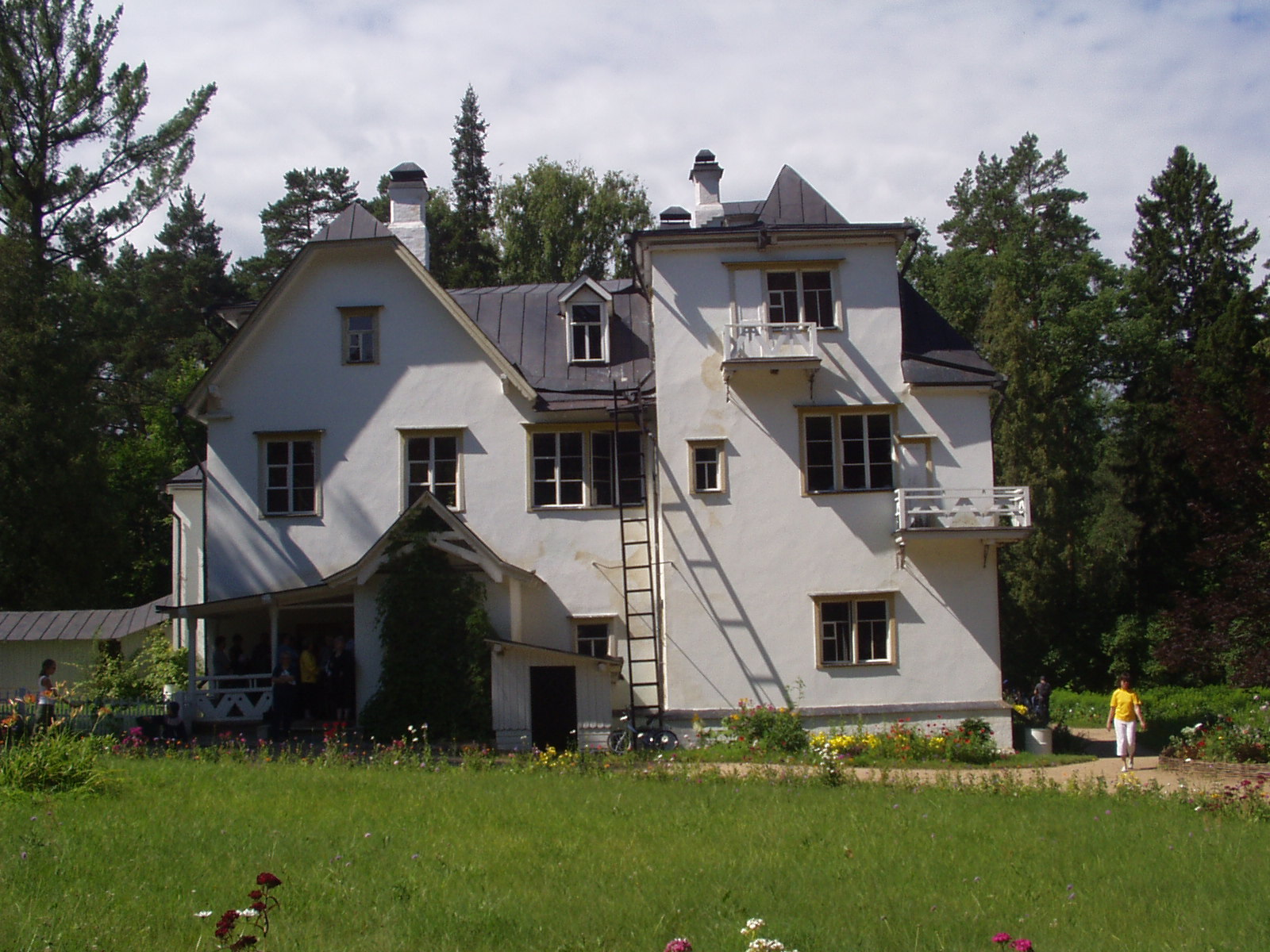
Садибний будинок, Тульська обл.
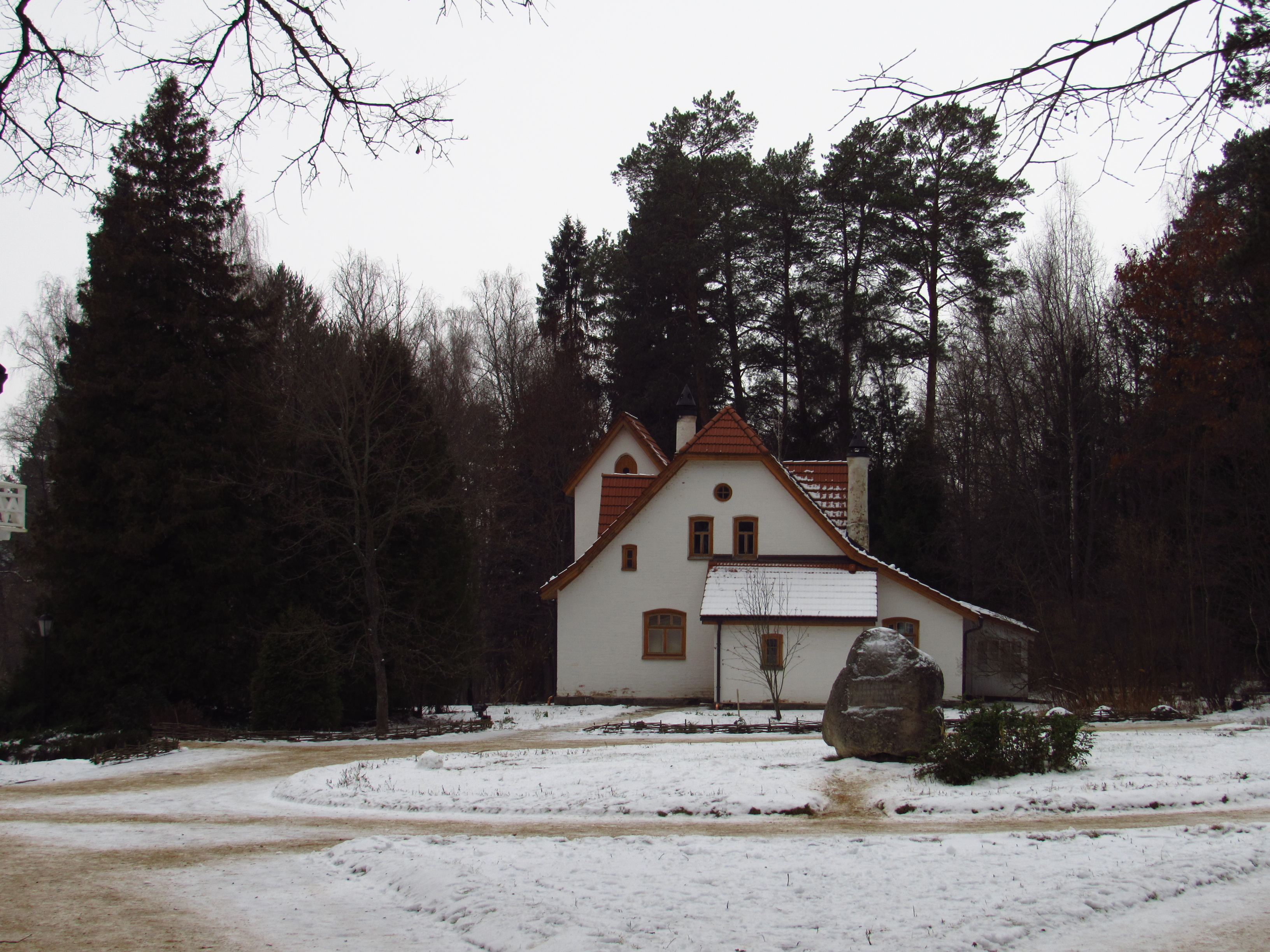
Абатство
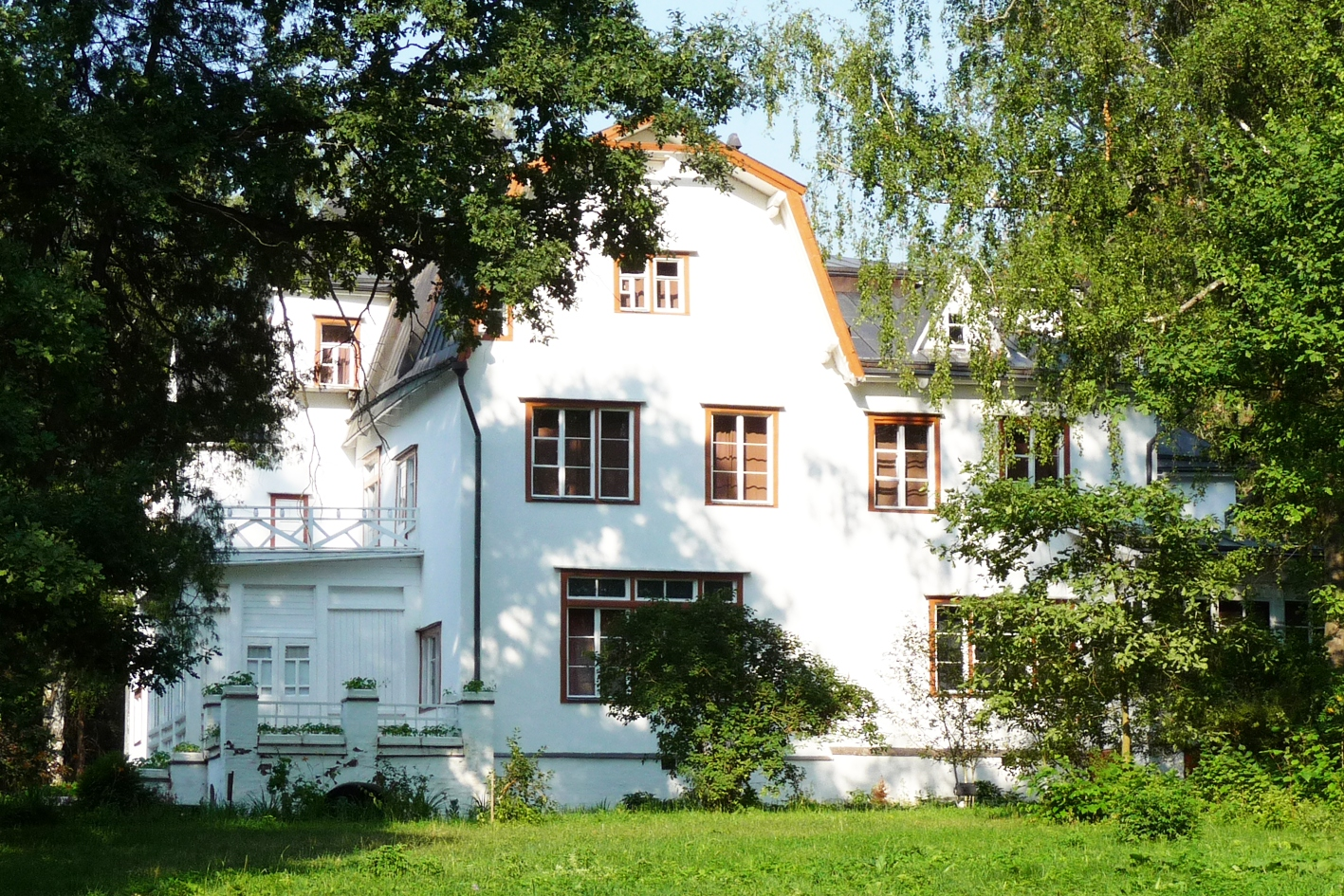
Полєново
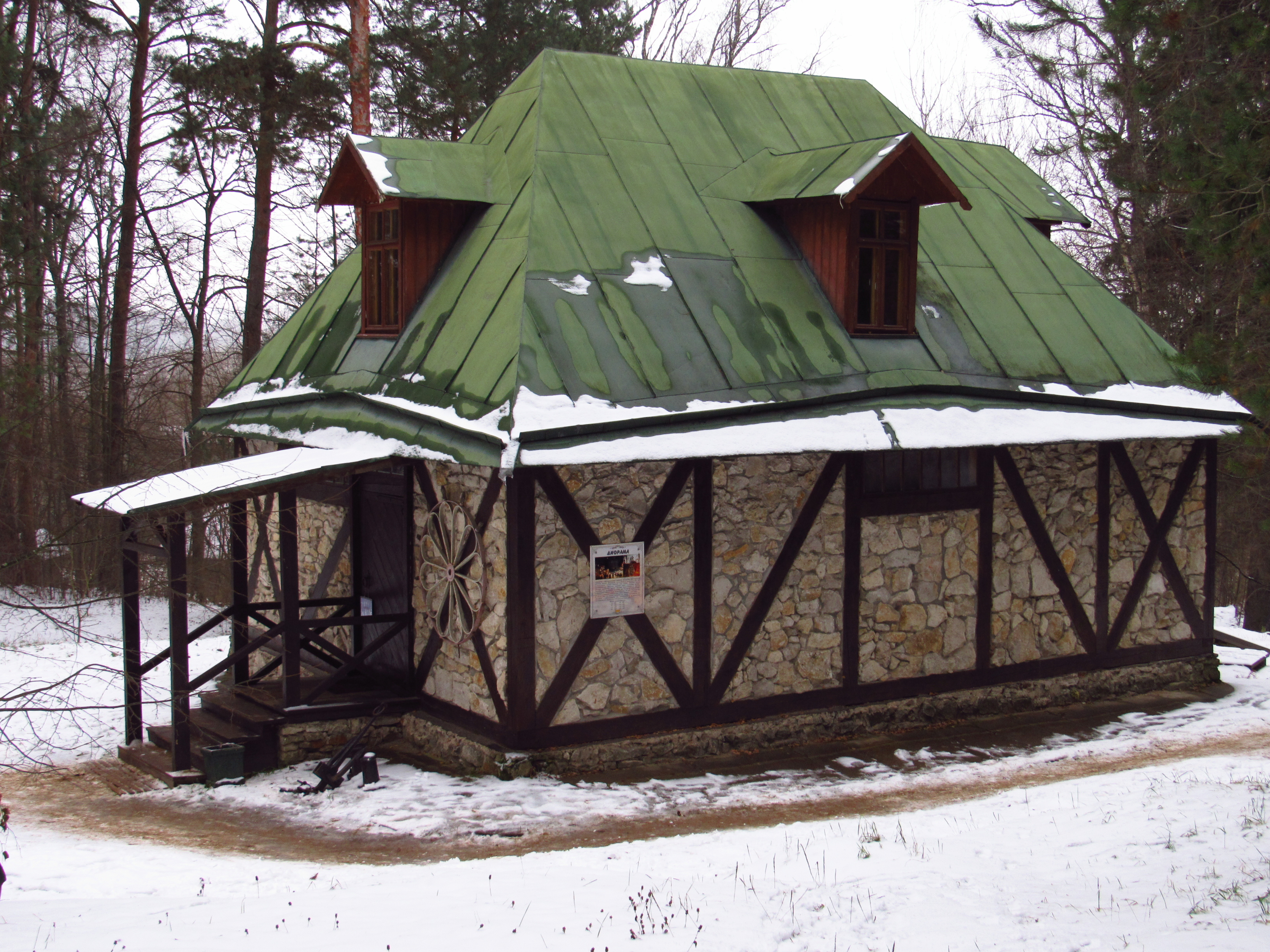
Адміралтейство — колишній човновий сарай садиби

### Смерть
Помер у власній садибі, його поховали на цвинтарі в Бьохові.

### Перелік картин Полєнова В. Д. у Києві
Низку творів Василя Полєнова зберігає Київська національна картинна галерея. Серед них:
- Стамбул. Бухта Золотий Ріг. 1890
- В човні. Абрамцево. 1880
- Ранній сніг. Бьохово. 1891
- Бейрут. 1882
- За старим Каїром. 1882
- Зима. Садиба Імоченці. 1880

Картини Василя Полєнова у Зібранні (колекції) образотворчого мистецтва Градобанку:
- Село Пітуна. Італія.
- Пейзаж. Етюд. Поч. ХХ ст.

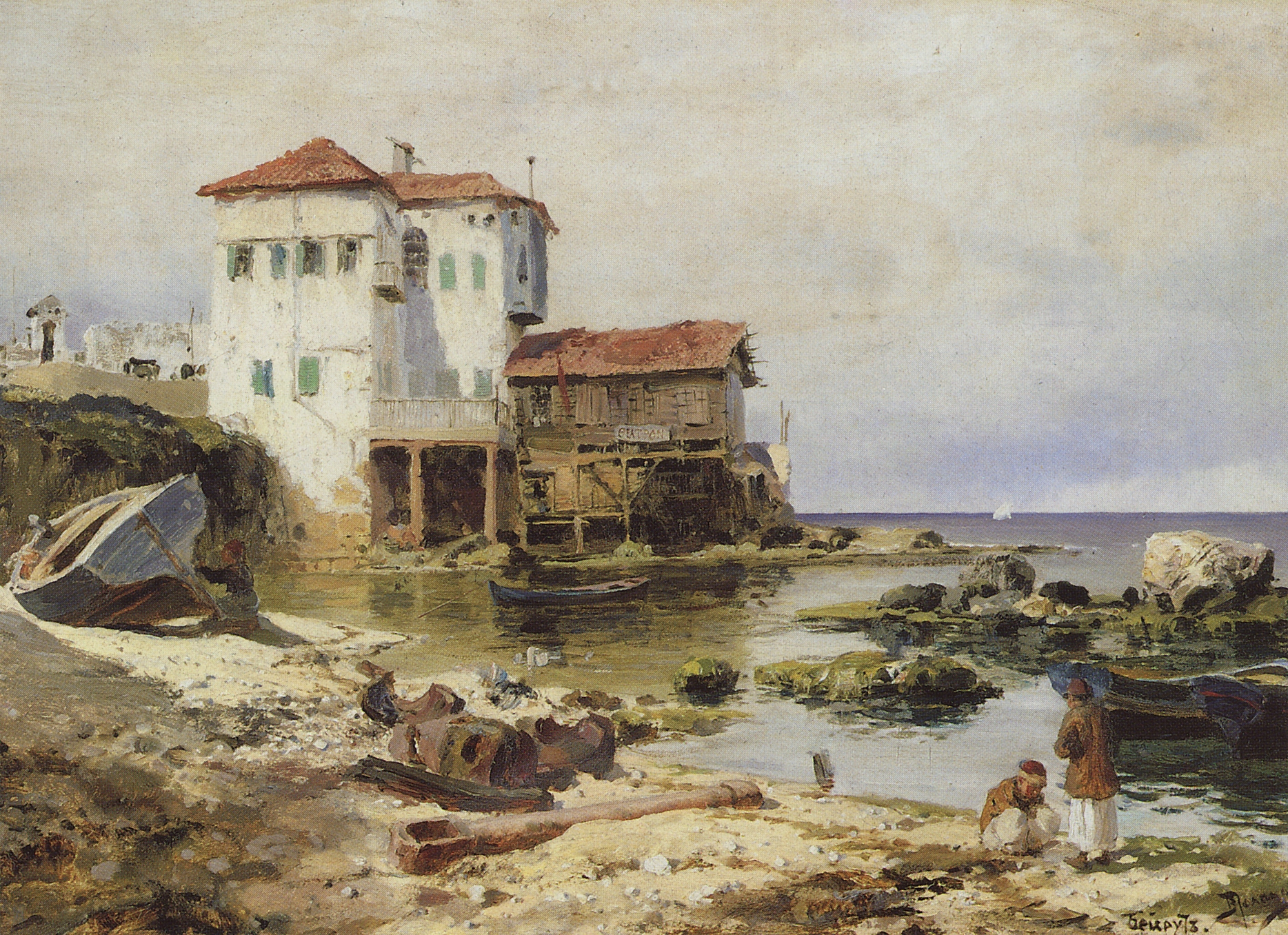
«Бейрут», 1882, Національний музей «Київська картинна галерея»
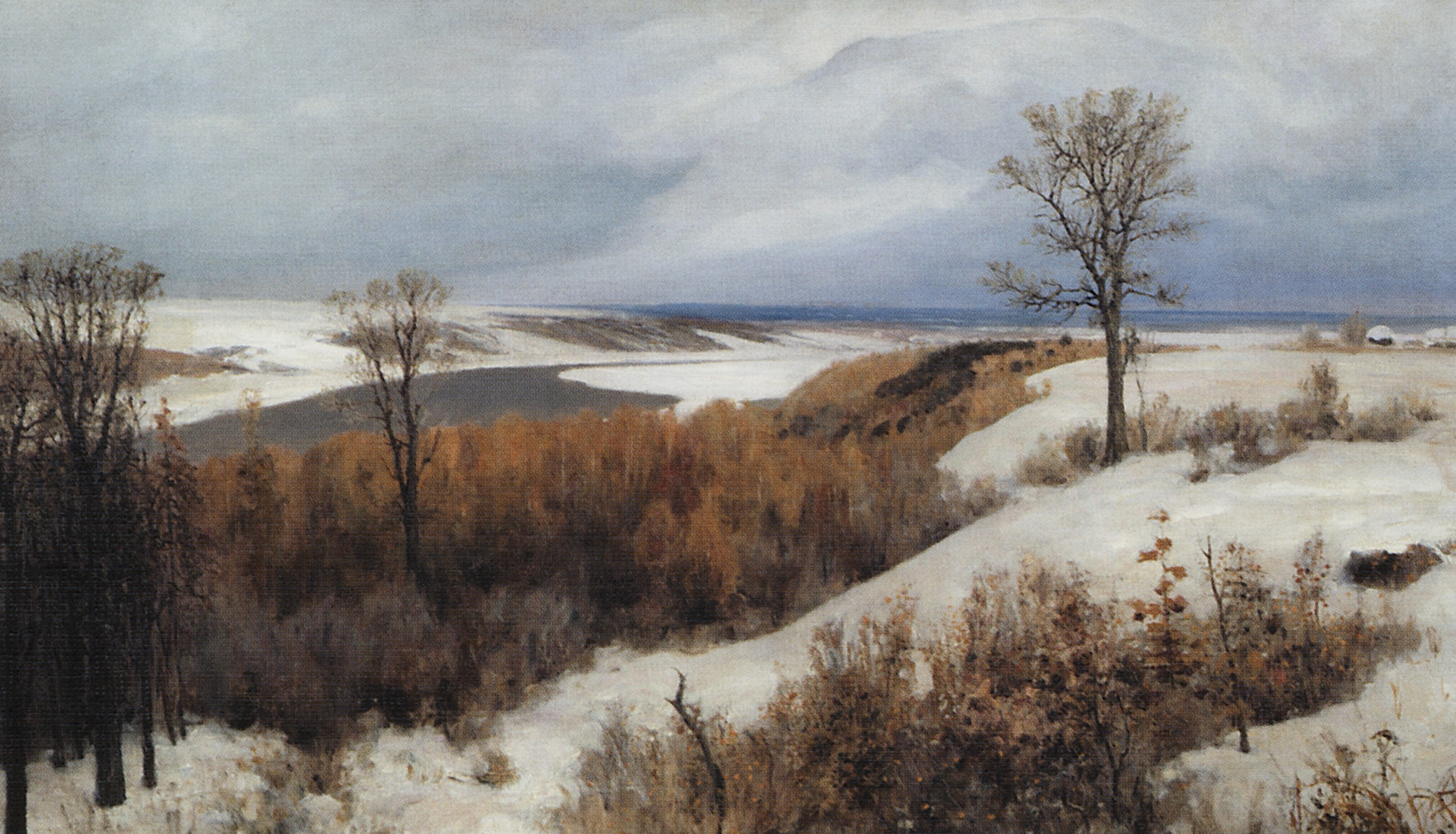
«Ранній сніг», 1891, Національний музей «Київська картинна галерея»

## Список картин
| Картина | Назва                                                                | Рік                        | Техніка                 | Розмір (см)  | Галерея                                                                              |
| ------- | -------------------------------------------------------------------- | -------------------------- | ----------------------- | ------------ | ------------------------------------------------------------------------------------ |
|         | Портрет Віри Миколаївни Воєйкової                                    | 1867                       | Холст, масло            | 61 × 49,5    | Поленово                                                                             |
|         | Село Окулова гора                                                    | 1860-е                     | Холст на картоне, масло | 17,5 × 25    | Поленово                                                                             |
|         | Гугенот                                                              | 1870                       | Холст, масло            | 95 × 66      | Государственный Русский музей                                                        |
|         | Воскресіння дочки Іаїра                                              | 1871                       | Холст, масло            | 173 × 280    | Музей Российской академии художеств                                                  |
|         | Переправа через річку Оять. З млина                                  | 1872                       | Холст, масло            | 51 × 84,5    | Поленово                                                                             |
|         | Берези та папороті                                                   | 1873                       | Холст на картоне, масло | 22,3 × 30    | Абрамцево (музей-заповедник)                                                         |
|         | Абатство в Редоні                                                    | 1873–1876                  | Холст на картоне, масло | 23 × 34      | Государственный Русский музей                                                        |
|         | Білий кінь. Нормандія                                                | 1874                       | Холст, масло            | 24,7 × 30    | Поленово                                                                             |
|         | Блудний син                                                          | 1874                       | Холст на картоне, масло | 26 × 44      | Государственная Третьяковская галерея                                                |
|         | У парку. Містечко Вель у Нормандії                                   | 1874                       | Холст, масло            | 61 × 46      | Государственный Русский музей                                                        |
|         | Італійський краєвид із селянином                                     | 1874                       | Холст, масло            | 65,4 × 35    | Абрамцево (музей-заповедник)                                                         |
|         | Злива                                                                | 1874                       | Холст, масло            | 37,5 × 55    | Государственная Третьяковская галерея                                                |
|         | Млин у Велі. Нормандія                                               | 1874                       | Холст, масло            | 24,8 × 26    | Музей-квартира И. И. Бродского                                                       |
|         | Нормандський берег                                                   | 1874                       | Холст, масло            | 14,5 × 28,5  | Поленово                                                                             |
|         | Відлив. Вель                                                         | 1874                       | Холст масло             | 20,8 × 29    | Поленово                                                                             |
|         | Бенкет блудного сина                                                 | 1874                       | Холст на картоне, масло | 16 × 25,2    | Абрамцево (музей-заповедник)                                                         |
|         | Портрет В. Д. Хрущової, сестри художника                             | 1874                       | Холст, масло            | 48,2 × 39,5  | Поленово                                                                             |
|         | Право господина                                                      | 1874                       | Холст, масло            | 120 × 174    | Государственная Третьяковская галерея                                                |
|         | Ставок у Велі                                                        | 1874                       | Холст, масло            | 30,8 × 24,7  | Ульяновский областной художественный музей                                           |
|         | Рибальський човен. Етрета. Нормандія                                 | 1874                       | Холст на картоне, масло | 39 × 64,5    | Государственная Третьяковская галерея                                                |
|         | Чорногорка                                                           | 1874                       | Холст, масло            | 55,2 × 45,7  | Музей личных коллекций                                                               |
|         | Барка                                                                | 1874–1887                  | Холст, масло            | 31 × 48      | Государственная Третьяковская галерея                                                |
|         | Арешт гугенотки Жакобін де Монтебель, графині д'Етремон              | 1875                       | Холст, масло            | 135 × 88,5   | Государственный Русский музей                                                        |
|         | Міські стіни                                                         | 1875                       | Холст, масло            | 38,2 × 48,2  | Частное собрание                                                                     |
|         | Одалиска                                                             | 1875                       | Холст, масло            | ?            | Национальный художественный музей Республики Беларусь                                |
|         | Бабка («Літо червоне проспівала…»)                                   | 1875–1876                  | Холст, масло            | 137,5 × 88,5 | Государственная Третьяковская галерея                                                |
|         | Герцеговинка в засаде                                                | 1876                       | Холст, масло            | 127 × 91     | Частное собрание                                                                     |
|         | кінь Мішка                                                           | 1876                       | Холст, масло            | 44 × 70      | Рязанский государственный областной художественный музей имени И. П. Пожалостина     |
|         | Сказитель былин Никита Богданов                                      | 1876                       | Холст, масло            | 69,5 × 43,5  | Государственная Третьяковская галерея                                                |
|         | Благовещенський собор. Приділ собора Пресвятой Богородицы            | 1877                       | Дерево, масло           | 34,2 × 23,8  | Государственная Третьяковская галерея                                                |
|         | Дорога у села                                                        | 1877                       | Дерево, масло           | 24 × 34,5    | Воронежский областной художественный музей имени И. Н. Крамского                     |
|         | московський дворик                                                   | 1877                       | Холст на картоне, масло | 49,8 × 38,5  | Государственная Третьяковская галерея                                                |
|         | Парк в Ольшанці                                                      | 1877                       | Дерево, масло           | 10,2 × 17,7  | Поленово                                                                             |
|         | Ставок в парку. Ольшанка                                             | 1877                       | Дерево, масло           | 24 × 33,6    | Государственная Третьяковская галерея                                                |
|         | Столова в землянці. Брестовець                                       | 1877                       | Холст, масло            | 45,5 × 64    | Луганский областной художественный музей                                             |
|         | Теремний палац                                                       | 1877                       | Дерево, масло           | 34,3 × 23,7  | Государственная Третьяковская галерея                                                |
|         | Бабусін сад                                                          | 1878                       | Холст, масло            | 54,7 × 65    | Государственная Третьяковская галерея                                                |
|         | Московский дворик                                                    | 1878                       | Холст, масло            | 64,5 × 80,1  | Государственная Третьяковская галерея                                                |
|         | Хвора. Ескіз                                                         | 1879                       | Холст, масло            | 38,5 × 53    | Государственный Русский музей                                                        |
|         | Заросший пруд                                                        | 1879                       | Холст, масло            | 77 × 121,8   | Государственная Третьяковская галерея                                                |
|         | Маслини в Святій Землі                                               | 1879                       | Холст на дереве, масло  | 213 × 330    | Художественный музей Зиммерли, Ратгерский университет (Нью-Брансуик)                 |
|         | Портрет Василя Петровича Щегольонка                                  | 1879                       | Холст, масло            | 44,5 × 38    | Частное собрание                                                                     |
|         | Портрет художника Іллі Рєпіна                                        | 1879                       | Холст, масло            | 74 × 60      | Государственная Третьяковская галерея                                                |
|         | Цезарська забава                                                     | 1879                       | Холст, масло            | 136 × 93     | Государственная Третьяковская галерея                                                |
|         | Лопухи                                                               | 1870-е                     | Холст, масло            | 22 × 32,5    | Государственная Третьяковская галерея                                                |
|         | Березова алея                                                        | 1880                       | Холст, масло            | 60 × 31      | Абрамцево (музей-заповедник)                                                         |
|         | Букет квітів                                                         | 1880                       | Холст на картоне, масло | 18 × 10,5    | Абрамцево (музей-заповедник)                                                         |
|         | Зима. Имоченці                                                       | 1880                       | Холст, масло            | 62,5 × 107,5 | Национальный музей «Киевская картинная галерея»                                      |
|         | Човен                                                                | 1880                       | Холст, масло            | ?            | Частное собрание                                                                     |
|         | На човні. Абрамцево                                                  | 1880                       | Холст, масло            | 58 × 106,5   | Национальный музей «Киевская картинная галерея»                                      |
|         | Старий млин                                                          | 1880                       | Холст, масло            | 88 × 135     | Серпуховский историко-художественный музей                                           |
|         | Горілий ліс                                                          | 1881                       | Холст, масло            | 89,7 × 170   | Государственная Третьяковская галерея                                                |
|         | Дворик                                                               | 1881                       | Холст, масло            | 40 × 71      | Харьковский художественный музей                                                     |
|         | Ніл біля Карнака                                                     | 1881                       | Холст на картоне, масло | 7,9 × 21     | Поленово                                                                             |
|         | Ніл біля Фиванського хребта                                          | 1881                       | Холст, масло            | 16,2 × 41,6  | Государственная Третьяковская галерея                                                |
|         | Ріка Воря                                                            | 1881                       | Холст, масло            | 43,4 × 31    | Абрамцево (музей-заповедник)                                                         |
|         | Парфенон. Храм Афіни-Парфенос                                        | 1881–1882                  | Холст, масло            | 29,8 × 43,3  | Государственная Третьяковская галерея                                                |
|         | Тиверіадське озеро                                                   | 1881–1882                  | Холст, масло            | 31 × 63      | Государственный музей изобразительных искусств Республики Татарстан                  |
|         | Баальбек                                                             | 1882                       | Холст, масло            | 15,3 × 21,5  | Башкирский государственный художественный музей имени М. В. Нестерова                |
|         | Баальбек. Руїни храма Юпітера и храма Сонця                          | 1882                       | Холст, масло            | 26,5 × 44,5  | Астраханская картинная галерея имени П. М. Догадина                                  |
|         | Бейрут                                                               | 1882                       | Холст, масло            | 40 × 52      | Национальный музей «Киевская картинная галерея»                                      |
|         | Вифлеєм                                                              | 1882                       | Холст, масло            | 20 × 36      | Саратовский художественный музей имени А. Н. Радищева                                |
|         | За старым Каиром                                                     | 1882                       | Холст, масло            | 24,5 × 40    | Национальный музей «Киевская картинная галерея»                                      |
|         | Залив Смірна                                                         | 1882                       | Холст на картоне, масло | 25 × 37,5    | Частное собрание                                                                     |
|         | Замок Танкреда в Тиверіаді                                           | 1882                       | Холст, масло            | 15 × 25,5    | Костромской государственный историко-архитектурный и художественный музей-заповедник |
|         | Єрусалим с західної сторони. Яффска брама і цитадель                 | 1882                       | Холст, масло            | 18 × 47      | Томский областной художественный музей                                               |
|         | Джерело Діви Марії в Назареті                                        | 1882                       | Холст, масло            | 22,7 × 32    | Государственная Третьяковская галерея                                                |
|         | Константинополь. Ескі-Сарайський сад                                 | 1882                       | Холст, масло            | 30 × 43      | Государственная Третьяковская галерея                                                |
|         | Мертве море                                                          | 1882                       | Холст, масло            | 30 × 44      | Краснодарский краевой художественный музей имени Ф. А. Коваленко                     |
|         | Мечеть Омара. Харам-еш-Шериф                                         | 1882                       | Холст, масло            | 31 × 48,8    | Поленово                                                                             |
|         | Олива в Гефсиманському саду                                          | 1882                       | Холст, масло            | 30,1 × 23,7  | Государственная Третьяковская галерея                                                |
|         | Річка Воря                                                           | 1882                       | Холст, масло            | 30,3 × 19,5  | Поленово                                                                             |
|         | С. И. Мамонтов и П. А. Спіро у рояля                                 | 1882                       | Холст, масло            | 50,5 × 40,5  | Абрамцево (музей-заповедник)                                                         |
|         | У подніжжя гори Хермон                                               | 1882                       | Холст на холсте, масло  | 11,5 × 19    | Государственная Третьяковская галерея                                                |
|         | Халіль в Карнаке                                                     | 1882                       | Холст, масло            | 22,5 × 21,5  | Ивановский областной художественный музей                                            |
|         | Харам Еш-Шериф                                                       | 1882                       | Холст, масло            | 37 × 54,4    | Государственная Третьяковская галерея                                                |
|         | Храм Ізіди на острові Філе                                           | 1882                       | Холст, масло            | 32,8 × 42,1  | Государственная Третьяковская галерея                                                |
|         | Церква св. Олени. Приділ храма Гроба Господня                        | 1882                       | Холст, масло            | 38,6 × 27,2  | Государственная Третьяковская галерея                                                |
|         | Ерехтейон. Портик каріатид                                           | 1882                       | Холст, масло            | 40,5 × 27,7  | Государственная Третьяковская галерея                                                |
|         | Руїни Тиверіади                                                      | 1882–1883                  | Холст, масло            | 12 × 25      | Ростовский кремль                                                                    |
|         | Главная квартира командующего Рущукским отрядом в Брестовце          | 1883                       | Холст, масло            | 27,5 × 47,5  | Государственный Русский музей                                                        |
|         | Долина реки в Болгарии                                               | 1883                       | Холст, масло            | 53 × 53      | Государственный Русский музей                                                        |
|         | Пруд в Абрамцеве                                                     | 1883                       | Холст, масло            | 67 × 101     | Государственная Третьяковская галерея                                                |
|         | Река Оять                                                            | 1883                       | Холст, масло            | 46 × 92      | Частное собрание                                                                     |
|         | Солдат с вязанкой дров                                               | 1883                       | Холст, масло            | 21,5 × 33,5  | Государственный Русский музей                                                        |
|         | Убитый солдат. Близ селения Мечки                                    | 1883                       | Холст на картоне, масло | 25 × 52,5    | Государственный Русский музей                                                        |
|         | Деревня Тургенево                                                    | 1885                       | Холст, масло            | 35,5 × 28,7  | Поленово                                                                             |
|         | Больная                                                              | 1886                       | Холст, масло            | 135 × 187    | Государственная Третьяковская галерея                                                |
|         | Река Клязьма. Жуковка                                                | 1887                       | Холст, масло            | 38 × 46,7    | Нижегородский государственный художественный музей                                   |
|         | Пейзаж с рекой                                                       | 1888                       | Холст на дереве, масло  | 24 × 43      | Музей изобразительных искусств Республики Карелия                                    |
|         | Сумерки                                                              | 1888                       | Холст, масло            | 38 × 67      | Национальный музей искусств Азербайджана                                             |
|         | Русская деревня                                                      | 1889                       | Холст, масло            | 89 × 142     | Саратовский художественный музей имени А. Н. Радищева                                |
|         | Генисаретское озеро                                                  | 1880–1890-е                | Холст, масло            | 72 × 127,9   | Ярославский художественный музей                                                     |
|         | Зима                                                                 | 1890                       | Холст, масло            | 31 × 44      | Астраханская картинная галерея имени П. М. Догадина                                  |
|         | Константинополь. Золотой Рог                                         | 1890                       | Холст, масло            | 40,8 × 25,3  | Национальный музей «Киевская картинная галерея»                                      |
|         | Осень в Абрамцеве                                                    | 1890                       | Холст, масло            | 77,5 × 126   | Поленово                                                                             |
|         | Ранний снег                                                          | 1891                       | Холст, масло            | 45,5 × 84    | Государственная Третьяковская галерея                                                |
|         | Ранний снег. Бёхово                                                  | 1891                       | Холст, масло            | 53,5 × 100   | Национальный музей «Киевская картинная галерея»                                      |
|         | Ранний снег. Бёхово                                                  | Около 1891                 | Холст, масло            | 76 × 135,3   | Ярославский художественный музей                                                     |
|         | Золотая осень                                                        | 1893                       | Холст, масло            | 77 × 124     | Поленово                                                                             |
|         | Стынет. Осень на Оке близ Тарусы                                     | 1893                       | Холст, масло            | 78,5 × 117   | Частное собрание                                                                     |
|         | Часовня на берегу Оки                                                | 1893                       | Холст, масло            | 24 × 43      | Ростовский кремль                                                                    |
|         | Венеция. Канал                                                       | 1895                       | Холст на картоне, масло | 17 × 9,5     | Поленово                                                                             |
|         | Зима в Риме                                                          | 1895                       | Холст, масло            | 25,1 × 14,4  | Костромской государственный историко-архитектурный и художественный музей-заповедник |
|         | Венеция                                                              | 1896                       | Холст на картоне, масло | 52,5 × 26,8  | Поленово                                                                             |
|         | Баржа на Оке                                                         | 1897                       | Холст, масло            | 40,5 × 65,5  | Частное собрание                                                                     |
|         | Венеция. Лагуна Мурано                                               | 1897                       | Холст, масло            | 55 × 132     | Нижегородский государственный художественный музей                                   |
|         | Зимний пейзаж. Бёхово                                                | 1897                       | Холст, масло            | 14,9 × 26    | Поленово                                                                             |
|         | Каменоломня                                                          | 1897                       | Холст, масло            | 23 × 25      | Государственный Русский музей                                                        |
|         | Вид на Оку с восточного берега                                       | 1898                       | Холст, масло            | 35 × 45,5    | Тульский областной художественный музей                                              |
|         | Монастырь над рекой                                                  | 1898                       | Холст, масло            | 24 × 40      | Севастопольский художественный музей имени М. П. Крошицкого                          |
|         | Большие пирамиды Хеопса и Хефрена                                    | 1899                       | Холст на картоне, масло | 30 × 49.5    | Поленово                                                                             |
|         | Генисаретское озеро                                                  | 1899                       | Холст, масло            | 52 × 87      | Государственный Русский музей                                                        |
|         | Венеция. Трубы                                                       | 1890-е                     | Холст на картоне, масло | 17,2 × 9,7   | Поленово                                                                             |
|         | Ока                                                                  | 1890-е                     | Холст, масло            | 28,3 × 72,5  | Екатеринбургский музей изобразительных искусств                                      |
|         | Ока близ Тарусы                                                      | 1890-е                     | Холст на картоне, масло | 28,3 × 53,4  | Краснодарский краевой художественный музей имени Ф. А. Коваленко                     |
|         | Ока летом                                                            | 1890-е                     | Холст на картоне, масло | 53 × 65,5    | Саратовский государственный художественный музей имени А. Н. Радищева                |
|         | Пейзаж с речкой                                                      | 1890-е                     | Холст, масло            | ?            | Национальный художественный музей Республики Беларусь                                |
|         | Водопад                                                              | конец 1890 — начало 1900-х | Холст, масло            | 52,8 × 68,5  | Нижнетагильский музей изобразительных искусств                                       |
|         | Долина Оки                                                           | 1902                       | Холст, масло            | 44 × 86      | Ульяновский областной художественный музей                                           |
|         | Курган                                                               | 1902                       | Холст, масло            | 38 × 90      | Ставропольский краевой музей изобразительных искусств                                |
|         | Железная дорога близ станции Тарусская                               | 1903                       | Холст, масло            | 33,5 × 66    | Поленово                                                                             |
|         | Мечеть в Дженине                                                     | 1903                       | Холст на картоне, масло | 40 × 61,3    | Поленово                                                                             |
|         | Ока. Вечер                                                           | 1903                       | Холст, масло            | 51 × 104     | Харьковский художественный музей                                                     |
|         | Долина реки                                                          | 1900-е                     | Холст, масло            | 39,5 × 93,3  | Таганрогский художественный музей                                                    |
|         | Призраки Эллады                                                      | 1900-е                     | Холст, масло            | 55 × 100     | Частное собрание                                                                     |
|         | Речка Свинка близ Алексина                                           | 1900-е                     | Холст, масло            | 29,5 × 45,2  | Поленово                                                                             |
|         | Вид Феодосии со стороны Карантина, с развалинами Генуэзской крепости | 1912                       | Холст, масло            | 40 × 81      | Государственный Русский музей                                                        |
|         | Река Оять                                                            | 1915                       | Холст на картоне, масло | 34,5 × 70,5  | Поленово                                                                             |
|         | Вид Тарусы с высокого берега Оки                                     | 1916                       | Холст, масло            | 64 × 55      | Государственный Русский музей                                                        |
|         | Сосны                                                                | 1910–1920-е                | Холст, масло            | ?            | Национальный художественный музей Республики Беларусь                                |
|         | Ока. Пароход «Владимир», превращённый в буксир                       | 1920                       | Картон, масло           | 27 × 43      | Плёсский государственный историко-архитектурный и художественный музей-заповедник    |

### З життя Христа (фрагменти)
| Картина | Название                              | Год создания | Техника                 | Размеры (см) | Галерея                                                                       |
| ------- | ------------------------------------- | ------------ | ----------------------- | ------------ | ----------------------------------------------------------------------------- |
|         | Христос и грешница                    | 1888         | Холст, масло            | 325 × 611    | Государственный Русский музей                                                 |
|         | На Тивериадском (Генисаретском) озере | 1888         | Холст, масло            | 79 × 158     | Государственная Третьяковская галерея                                         |
|         | «Марфа приняла его в дом свой»        | 1890-1900-е  | Холст на картоне, масло | 43,5 × 30    | Государственный Русский музей                                                 |
|         | Мечты (На горе)                       | 1890-1900-е  | Холст, масло            | 180 × 165    | Саратовский художественный музей имени А. Н. Радищева                         |
|         | «Исполнялся премудрости»              | 1896-1909    | Холст, масло            | 40 × 58      | Нижегородский государственный художественный музей                            |
|         | «Исполнялся премудрости»              | 1890-1900-е  | Холст, масло            | 22,5 × 31    | Третьяковская галерея                                                         |
|         | «Возвестила радость плачущим»         | 1890-1900-е  | Холст, масло            | 80 × 141     | Самарский художественный музей                                                |
|         | «Решили идти в Иерусалим»             | 1890-1900-е  | ?                       | ?            | Самарский художественный музей                                                |
|         | «За кого меня почитают люди?»         | 1890-1900-е  | Холст на картоне, масло | 45,5 × 72    | Вологодская областная картинная галерея                                       |
|         | «Мария пошла в Нагорную страну»       | 1890-1900-е  | Холст на картоне, масло | 110 × 70     | Омский областной музей изобразительных искусств                               |
|         | «Привели детей»                       | 1890-1900-е  | Холст, масло            | 32 × 56      | Государственная Третьяковская галерея                                         |
|         | Палестина. Нагорная проповедь         | 1890-1900-е  | ?                       | ?            | Челябинский государственный музей изобразительных искусств                    |
|         | «Возвратился в Галилею в силе духа»   | 1890-1900-е  | Холст, масло            | 131 × 75,5   | Государственный Русский музей                                                 |
|         | Иаков и Иоанн                         | 1890-1900-е  | Холст на картоне, масло | 54 × 28,7    | Государственный Русский музей                                                 |
|         | Среди учителей                        | 1896         | Холст, масло            | 150 × 272,8  | Государственная Третьяковская галерея                                         |
|         | Тайная вечеря                         | 1900         | Холст на картоне, масло | 54,5 × 38    | Тюменский музей изобразительных искусств                                      |
|         | «Повинен в смерти»                    | 1906         | Холст, масло            | 113 × 220    | Частное собрание                                                              |
|         | «Кто из вас без греха?»               | 1908         | Холст, масло            | 118 × 239    | Частное собрание                                                              |
|         | «Был в пустыне»                       | 1909         | Холст на картоне, масло | 70,5 × 50,5  | Кировский художественный музей имени братьев Виктора и Апполинария Васнецовых |
|         | Пределы Тирские                       | 1911         | Холст на картоне, масло | 42 × 80      | Поленово                                                                      |